# Emilia-Romagna Open 2021
Die Emilia-Romagna Open 2021 sind ein Tennisturnier der WTA Tour 2021 für Damen und ein Tennisturnier der ATP Tour 2021 für Herren in Parma. Das Damenturnier findet vom 16. bis 22. Mai 2021 statt, die Herren spielen vom 22. bis 29. Mai 2021.

## Herrenturnier
→ Qualifikation: Emilia-Romagna Open 2021/Herren/Qualifikation

## Damenturnier
→ Qualifikation: Emilia-Romagna Open 2021/Damen/Qualifikation